# Меровия
Меро́вия — историческое название территории в современной северной части Нижегородской области, ограниченной реками Волгой, Унжей и Ветлугой.
После того, как в ходе русской колонизации финно-угорский этнос меря был частично вытеснен с территорий современной Владимирской, Ивановской, Костромской, Московской, Ярославской областей, часть мери отступила за Волгу в Меровию, что и послужило причиной этого названия. Позднее, в XVI—XVIII веках идёт русификация мери уже и на этих территориях, а часть её отходит дальше на восток в Заветлужье, сливается с родственным этносом мари, что становится основой формирования северо-западной группы этого народа в современных Воскресенском, Тонкинском, Тоншаевском и Шарангском района.
В Меровии есть топонимы, напоминающие о мере — Маура, Мериново и другие.